# Relaciones Maldivas-México
Las naciones de las Maldivas y México establecieron relaciones diplomáticas en 1975. Ambas naciones son miembros de las Naciones Unidas.

## Historia
Las Maldivas y México establecieron relaciones diplomáticas el 15 de noviembre de 1975. Los vínculos se han desarrollado principalmente en el marco de foros multilaterales. 
En noviembre de 2010, el gobierno de las Maldivas envió una delegación de 28 miembros para asistir a la Conferencia de las Naciones Unidas sobre el Cambio Climático de 2010 en Cancún, México.
En 2024, ambas naciones celebraron 49 años de relaciones diplomáticas.

## Misiones diplomáticas
- Maldivas no tiene una acreditación ante México.
- México está acreditado ante las Maldivas a través de su embajada en Nueva Delhi, India.[4]